# Hallan Çemi
Koordinaten: 38° 13′ 27″ N, 41° 14′ 30″ O

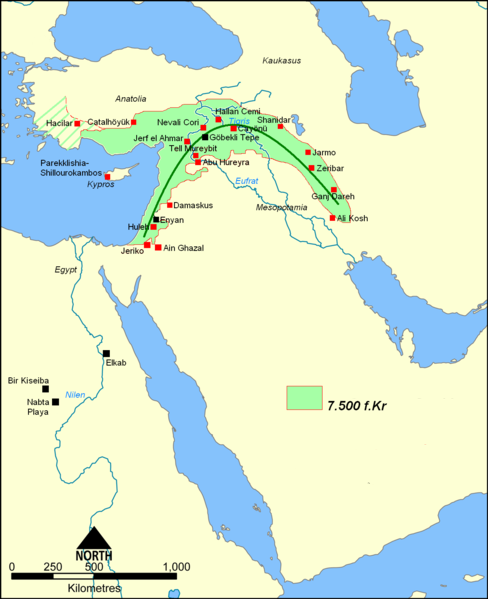
Neuolithische Siedlungen um 7500 v. Chr. und ihre geographischen Beziehungen im fruchtbaren Halbmond

Hallan Çemi ist der türkische Name eines jungsteinzeitlichen Dorfes in Anatolien, das etwa 50 km nördlich von Batman am Westufer des Batman Çayı nahe dem Taurusgebirge lag. Durch den Bau der Batman-Talsperre wurde es komplett in etwa 13 m Tiefe von Wasser bedeckt.
Der Ort wurde 1990 durch Rosenberg und Togul während eines Surveys entdeckt, der interessante Orte identifizieren sollte, bevor hier mit dem Bau der Talsperre begonnen werden sollte. Während der Baumaßnahmen fanden dann dort von 1991 bis 1994 Rettungsgrabungen statt, wobei eine 4,30 m mächtige Schicht von Ablagerungen aus dem 11. Jahrtausend v. Chr. freigelegt wurde. Von den etwas weniger als 10.000 m2 Fläche des Ortes wurden nur 700 m2 freigelegt, wobei vier Bauschichten identifiziert wurden. Der Ort besaß einen zentralen Dorfplatz, um welchen runde Gebäude sowie kleine runde Plattformen angeordnet waren. Die Gebäude wurden entweder mit aufgeschichteten Steinen oder aus mit Lehm beworfenem Flechtwerk errichtet. In den zwei jüngsten Bauschichten kamen zudem große Steingebäude auf, die mit ihrem Durchmesser von fünf bis sechs Metern in den Boden eingetieft waren und als öffentliche Gebäude interpretiert werden. Der Ort lag in etwa 640 m über NN.
Die Bewohner von Hallan Çemi waren Jäger und Sammler, die überwiegend ganzjährig sesshaft waren.